# Lobelia djurensis
Lobelia djurensis är en klockväxtart som beskrevs av Adolf Engler och Friedrich Ludwig Diels. Lobelia djurensis ingår i släktet lobelior, och familjen klockväxter. Inga underarter finns listade i Catalogue of Life.